# Martine Carol
Martine Carol (eg. Maryse Mourer), född 16 maj 1920 i Biarritz, Frankrike, död 6 februari 1967 i Monte Carlo, Monaco, var en fransk skådespelare.
Hon började sin karriär på fransk scen under namnet Maryse Arley, gjorde filmdebut 1943 och hade biroller innan genombrottet kom 1949 i De älskande i Verona. Under början av 1950-talet var denna yppiga blondin med sina röda och fylliga läppar, fransk films största sexsymbol. Trots att hon kanske är mest ihågkommen för sina halvnakna scener var hon en skicklig aktris, vilket hon visade prov på i till exempel Caroline Chérie (1951) och även i påkostade kostymfilmer såsom Lucrezia Borgia och Nana, de båda senare regisserade av hennes dåvarande make Christian-Jaque.
Hennes popularitet minskade i slutet av 1950-talet, i samma veva som Brigitte Bardot dök upp på filmduken och övertog rollen som Frankrikes sexbomb nr 1.
Carol var gift fyra gånger, bl.a. åren 1948-1953 med den amerikanske restaurangägaren Stephen Crane (han hade tidigare varit gift med Lana Turner) och 1954-1959 med regissören Christian-Jaque.
Carol avled av en hjärtattack, 46 år gammal, i badrummet på ett hotell i Monaco. Hon ligger begravd på en kyrkogård i Cannes.

## Filmografi (urval)
- La Ferme aux Loups (1943)
- De älskande i Verona (1948)
- Caroline Chérie (1951)
- Nattens skönheter (1952)
- Gatflickan i societen (1954)
- Nana (1955)
- Lola Montez – kurtisanen (Lola Montès) (1955)
- 10 sekunder från helvetet (1958)
- Vanina Vanini (1961)